# Briollay
Briollay és un municipi francès situat al departament de Maine i Loira i a la regió de País del Loira. L'any 2007 tenia 2.565 habitants.

## Demografia

### Població
El 2007 la població de fet de Briollay era de 2.565 persones. Hi havia 991 famílies de les quals 206 eren unipersonals (103 homes vivint sols i 103 dones vivint soles), 351 parelles sense fills, 359 parelles amb fills i 75 famílies monoparentals amb fills.
La població ha evolucionat segons el següent gràfic:
Habitants censats

### Habitatges
El 2007 hi havia 1.123 habitatges, 1.002 eren l'habitatge principal de la família, 78 eren segones residències i 43 estaven desocupats. 1.039 eren cases i 77 eren apartaments. Dels 1.002 habitatges principals, 831 estaven ocupats pels seus propietaris, 162 estaven llogats i ocupats pels llogaters i 9 estaven cedits a títol gratuït; 28 tenien una cambra, 55 en tenien dues, 113 en tenien tres, 229 en tenien quatre i 576 en tenien cinc o més. 825 habitatges disposaven pel capbaix d'una plaça de pàrquing. A 368 habitatges hi havia un automòbil i a 584 n'hi havia dos o més.

### Piràmide de població
La piràmide de població per edats i sexe el 2009 era:
| Homes | Edats   | Dones |
| ----- | ------- | ----- |
| 1     | 95 o +  | 0     |
| 4     | 90 a 94 | 5     |
| 9     | 85 a 89 | 8     |
| 10    | 80 a 84 | 13    |
| 29    | 75 a 79 | 31    |
| 42    | 70 a 74 | 45    |
| 53    | 65 a 69 | 51    |
| 45    | 60 a 64 | 45    |
| 60    | 55 a 59 | 53    |
| 114   | 50 a 54 | 99    |
| 102   | 45 a 49 | 100   |
| 96    | 40 a 44 | 101   |
| 81    | 35 a 39 | 89    |
| 76    | 30 a 34 | 66    |
| 60    | 25 a 29 | 57    |
| 51    | 20 a 24 | 54    |
| 84    | 15 a 19 | 89    |
| 97    | 10 a 14 | 81    |
| 84    | 5 a 9   | 68    |
| 57    | 0 a 4   | 74    |

## Economia
El 2007 la població en edat de treballar era de 1.734 persones, 1.239 eren actives i 495 eren inactives. De les 1.239 persones actives 1.178 estaven ocupades (618 homes i 560 dones) i 63 estaven aturades (30 homes i 33 dones). De les 495 persones inactives 227 estaven jubilades, 169 estaven estudiant i 99 estaven classificades com a «altres inactius».

### Ingressos
El 2009 a Briollay hi havia 1.018 unitats fiscals que integraven 2.680 persones, la mediana anual d'ingressos fiscals per persona era de 20.510,5 €.

### Activitats econòmiques
Dels 94 establiments que hi havia el 2007, 1 era d'una empresa alimentària, 7 d'empreses de fabricació d'altres productes industrials, 12 d'empreses de construcció, 20 d'empreses de comerç i reparació d'automòbils, 4 d'empreses de transport, 6 d'empreses d'hostatgeria i restauració, 1 d'una empresa d'informació i comunicació, 8 d'empreses financeres, 10 d'empreses immobiliàries, 12 d'empreses de serveis, 7 d'entitats de l'administració pública i 6 d'empreses classificades com a «altres activitats de serveis».
Dels 22 establiments de servei als particulars que hi havia el 2009, 1 era una oficina de correu, 2 tallers de reparació d'automòbils i de material agrícola, 1 paleta, 2 guixaires pintors, 1 fusteria, 3 lampisteries, 2 electricistes, 2 perruqueries, 1 veterinari, 2 restaurants, 4 agències immobiliàries i 1 saló de bellesa.
Dels 6 establiments comercials que hi havia el 2009, 1 era una botiga de menys de 120 m², 1 una fleca, 1 una botiga d'electrodomèstics, 2 botigues de mobles i 1 una floristeria.
L'any 2000 a Briollay hi havia 20 explotacions agrícoles que ocupaven un total de 350 hectàrees.

## Equipaments sanitaris i escolars
L'únic equipament sanitari que hi havia el 2009 era una farmàcia.
El 2009 hi havia una escola elemental.

## Poblacions més properes
El següent diagrama mostra les poblacions més properes.